# IMAX
IMAX® (Image Maximum) és un format de projecció de pel·lícules desenvolupada per l'empresa IMAX Corporation® que inclou càmeres d'alta resolució, projectors i sales de cinema amb pantalles grans en relació d'aspecte 1.43:1 o 1.90:1 i seients inclinats en forma d'estadi. Els seus fundadors, Graeme Ferguson, Roman Kroitor, Robert Kerr, i William C. Shaw. van desenvolupar els estàndards de projecció a la dècada de 1960 i 1970 al Canadà.
El format original d'IMAX, anomenat IMAX GT, utilitza pantalles de 18 per 24 metres i projecta la pel·lícula horitzontalment per a aconseguir una imatge més ampla que l'ample de la pel·lícula. Com l'IMAX SR i MPX, que van permetre el seu ús en cinemes múltiplex existents, tot i que amb algunes limitacions de qualitat.
Amb el temps, es van introduir tecnologies digitals com l'IMAX Digital 2K i lIMAX amb Laser 4K, que van oferir més opcions de projecció i van permetre actualitzar cinemes ja existents. Tot i que aquestes tecnologies són més accessibles, el format original 15/70 d'IMAX continua sent únic i utilitzat en cinemes especialment dissenyats i en cúpules de projecció.
La principal característica d'IMAX és que ofereix la capacitat de gravar i mostrar imatges en una resolució, mida i definició molt més elevada que el cinema convencional. El seu sistema es basa en un negatiu de 70 mm projectat en una gran pantalla de 22 x 16,1 m.

## Història
El desig d'augmentar l'impacte visual d'una pel·lícula té una llarga història. El 1929, Fox Film Corporation va introduir Fox Grandeur, el primer format de 70 mm que va ser utilitzat a petita escala de 1929 a 1931, tot i que aviat va deixar d'utilitzar-se. A la dècada dels 50, el potencial de la pel·lícula de 35 mm per proporcionar imatges projectades més àmplies va ser explorat en el procés de CinemaScope (1953) i VistaVision (1954), seguint amb els sistemes multi-projectors com Cinerama (1952). Tot i que era impressionant, Cinerama era difícil d'instal·lar i mantenir, requerint una sincronització i alineació dels múltiples projectors. Durant l'Expo 67 a Montreal, el National Film Board of Canada a In the Labrynth i Man and the Polar Regions de Ferguson tots dos van utilitzar un multi-projector complex i sistemes multi-pantalla. Cadascun va trobar-se amb dificultats que el van portar a fundar una companyia anomenada Multiscreen, amb l'objectiu de desenvolupar una aproximació més senzilla.

### Multipantalla Corporativa
El sistema d'únic projector/càmera que es va establir finalment va ser dissenyat i construït per Shaw basat en el nou Rolling Loop, la tecnologia per transportar el film que va ser comprada per Peter Ronald Wright Jones. Els projectors de pel·lícula no flueixen contínuament la pel·lícula davant la bombeta, sinó que destaquenel viatge del film de manera que cada fotograma es pot il·luminar en una imatge fixa momentàniament gravada. Això requereix un aparell mecànic per a amortitzar el viatge de la tira de pel·lícula. La tecnologia anterior de fer córrer 70 mm de pel·lícula verticalment a través del projector utilitzava només cinc perforacions dsprocket als costats de cada fotograma. Tanmateix, el mètode IMAX va utilitzar quinze perforacions per fotograma. El mecanisme previ era inadequat per manejar aquest moviment mecànic intermitent que era tres vegades més llarg i, per tant, la invenció de Jones era necessària per al nou mètode de projector IMAX amb la seva pel·lícula horitzontal. A mesura que quedava clar que una sola imatge de pantalla gran tenia més impacte que les més petites i que era un producte més viable, Multiscreen va canviar el seu nom a IMAX. La cofundadora Graeme Ferguson va explicar com es va originar el nom IMAX:
... la data d'incorporació [de l'empresa va ser ] el setembre de 1967. ... [El canvi de nom] va arribar un any o dos més tard. Primer vam anomenar l'empresa Multiscreen Corporation perquè, de fet, això era pel què la gent ens coneixia. ... Al cap d'un any, el nostre advocat ens va informar que mai podríem tenir drets d'autor ni marques comercials Multivision. Era massa genèric. Era una paraula descriptiva. Les paraules que podeu fer copyright són paraules com Kleenex o Xerox o Coca-Cola. Si el nom és descriptiu, no el pots marcar, així que has de conformar una paraula. Així que un dia vam estar asseguts a l'esmorzar en un restaurant hongarès a Mont-real i vam elaborar un nom en un placemat en el qual escrivíem tots els noms possibles que podíem pensar. Vam seguir treballant amb la idea de la màxima imatge. El vam girar i vam obtenir la paraula IMAX.
El canvi de nom va ocórrer més de dos anys després, ja que una patent clau presentada el 16 de gener de 1970 va ser assignada sota el nom original Multiscreen Corporation Limited. L'oficial en cap de l'administració d'IMAX Mary Ruby va ser citada dient Tot i que molta gent pot pensar que IMAX és un acrònim, de fet, és una paraula inventada.

### IMAX Corporation
Article principal: IMAX Corporation
Tiger Child, la primera pel·lícula IMAX, va ser demostrada a l'Expo '70 a Osaka, Japó. La primera instal·lació permanent IMAX va ser construïda al teatre Cinesphere a Ontario Place a Toronto. Va debutar el maig de 1971, mostrant la pel·lícula North of Superior. La instal·lació es va mantenir durant el parèntesi d'Ontario Place per a la seva reurbanització. La Cinesphere va ser renovada mentre Ontario Place va ser tancada i reoberta el 3 de novembre de 2017, amb IMAX 70 mm i IMAX amb il·luminació làser.
Durant l'Expo '74 a Spokane, Washington, una pantalla IMAX que mesurava 27 per 20 metres va ser presentada al Pavelló dels Estats Units (l'estructura més gran de l'exposició). Es va convertir en el primer IMAX Theatre a no associar-se amb cap altra marca de sales de cinema. Al voltant de cinc milions de visitants van veure la pantalla, que cobria el camp visual total de l'espectador quan mirava directament cap endavant. Això va crear una sensació de moviment en la majoria dels espectadors.
Un altre teatre IMAX 3D també es va construir a Spokane; no obstant això, la seva mida de pantalla és inferior a la meitat. A causa de les protestes, els funcionaris de la ciutat de Spokane van decidir treballar amb la Corporació IMAX per demolir el teatre, amb la condició que renovessin l'antic Pavelló dels Estats Units en el primer teatre permanent de pantalla gegant a l'aire lliure d'IMAX. El pla era utilitzar material a l'interior de l'estructura similar a l'utilitzat quan es va construir per primera vegada. Tanmateix, s'esperava que durés només cinc anys, a causa de les condicions meteorològiques que destruïen materials anteriors. L'art conceptual s'ha llançat en vídeos presentats en el·lloc de renovació de Spokane, i el seu pressupost va revelar que està previst per a més de 2.000 seients.
La primera instal·lació permanent de la cúpula IMAX, l'Eugene Heikoff i Marilyn Jacobs Heikoff Dome Theatre al Reuben H. Fleet Science Centre, es va inaugurar al Balboa Park de San Diego el 1973. Doble com a teatre de planetari. El primer teatre permanent IMAX 3D va ser construït a Vancouver, per Transitions a l'Expo '86, i va estar en ús fins al 30 de setembre de 2009. Es trobava a la punta de Canada Place, un lloc de referència de Vancouver.

### Projecció digital
El 2008, IMAX va estendre la seva marca als teatres tradicionals amb la introducció de Digital IMAX, un sistema de baix cost que utilitza dos projectors digitals 2K per projectar en una pantalla de relació d'aspecte 1.90:1. Aquesta opció de baix cost, que va permetre la conversió dels auditoris de cinema múltiplex existents, va ajudar a IMAX a créixer de 299 pantalles a tot el món a finals de 2007 a més de 1000 pantalles a finals de 2015. A partir de setembre de 2017, hi havia 1302 teatres IMAX situats a 75 països, dels quals 1203 estaven a múltiplexs comercials.
El canvi la projecció digital va tenir un cost elevat en qualitat d'imatge, amb projectors 2K que tenien aproximadament un ordre de magnitud menys de resolució que els projectors de pel·lícula tradicionals IMAX. Mantenir la mateixa mida de pantalla de 7 pisos només faria que aquesta pèrdua fos més notable, de manera que molts teatres nous es van construir amb pantalles significativament més petites. Aquests teatres més nous amb una resolució molt més baixa i pantalles molt més petites aviat van començar a ser referenciats pel nom despectiu LieMAX, particularment perquè la companyia encara comercialitzava les noves pantalles de manera similar a les antigues, sense deixar les grans diferències clares per al públic, arribant fins i tot a comercialitzar la pantalla més petita IMAX, tenint 10 vegades menys àrea, similar a la més gran, mentre persistia amb el mateix nom de marca.
Des de 2002, alguns llargmetratges s'han convertit en format IMAX per a la seva exhibició en cinemes IMAX, i alguns també s'han rodat (parcialment) en IMAX. A finals de 2017, 1302 sistemes de teatre IMAX es van instal·lar en 1203 múltiplexs comercials, 13 destinacions comercials i 86 escenaris institucionals en 75 països, amb menys d'una quarta part dels que tenien la capacitat de mostrar pel·lícules de 70 mm a la resolució del gran format tal com es va concebre originalment.

## Aspectes tècnics

### Càmera

#### Càmera analògica

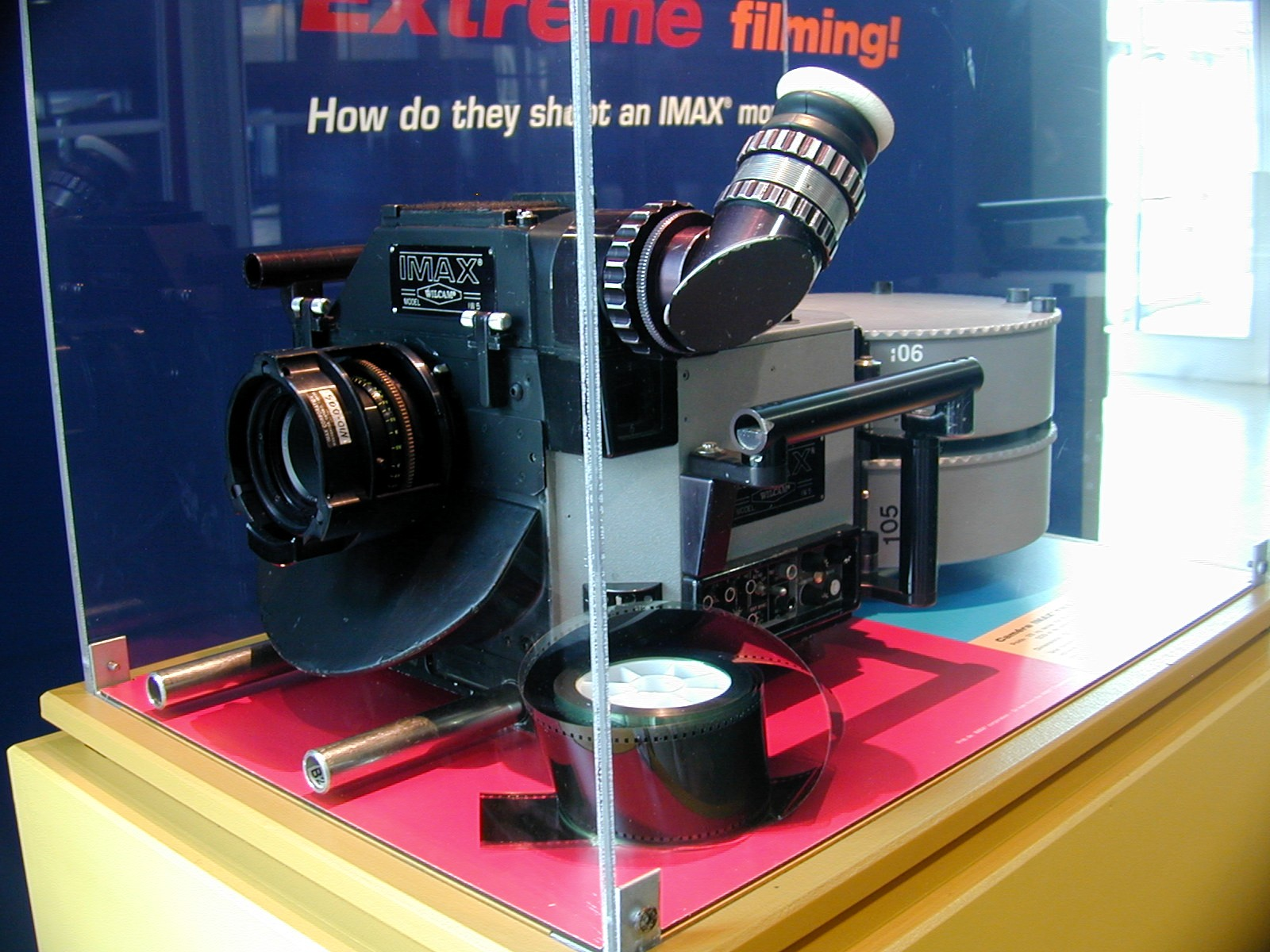
Una càmera IMAX dins d'una cabina d'exposició

El procés de cinema IMAX augmenta la resolució de la imatge utilitzant un marc de pel·lícula més gran; en termes relatius, un marc de pel·lícula en format IMAX té tres vegades la resolució horitzontal teòrica d'un marc de pel·lícula de 35 mm. Per aconseguir aquesta resolució d'imatge augmentada, la qual IMAX estima aproximadament 12.000 línies (6.000 modulacions de parells de línies) de resolució horitzontal (12K), l'estoc de pel·lícula de 65 mm passa horitzontalment a través de la càmera de pel·lícula IMAX, 15 perforacions a la vegada. Amb 24 fotogrames per segon, això significa que la pel·lícula es mou a través de la càmera a 102,7 metres per minut. En una càmera convencional de 65 mm, la pel·lícula passa verticalment a través de la càmera convencional de 35 mm, la pel·lícula de 35 mm passa verticalment a través de la càmera, a quatre perforacions (més petites) a la vegada, el que es tradueix a 27,4 metres per minut.
El març de 2022, IMAX va anunciar una nova iniciativa en col·laboració amb Kodak, Panavision i FotoKem per desenvolupar una nova flota de càmeres de cinema IMAX de nova generació, amb l'objectiu de desplegar les primeres quatre unitats en els pròxims dos anys. Christopher Nolan i Jordan Peele es troben entre un grup d'assessors, formats per cineastes i cinematògrafs, que ajuden a identificar noves característiques per a la fase de desenvolupament del prototip.

#### Phantom 65 IMAX 3D càmera digital
El 2011, IMAX va anunciar una càmera digital 4K 3D. La càmera es va desenvolupar juntament amb Vision Research i AbelCine, integrant dos motors Phantom 65. Es va utilitzar un prototip de càmera per al documental Born to be Wild, en el qual aproximadament el 10% de la pel·lícula acabada es va rodar amb el sistema. La companyia ha dit que no tenen intenció de substituir les càmeres de pel·lícula de major resolució per la nova càmera digital, però aquesta última es pot utilitzar en escenes que requereixen una càmera 3D lleugera o relativament petita. IMAX ha completat la càmera de producció i l'ha posat en servei en diverses pel·lícules, tot i que no tenen plans de produir una pel·lícula IMAX únicament amb el nou sistema digital. Transformers: Age of Extinction és el primer llargmetratge parcialment filmat amb la càmera 3D Phantom 65 IMAX.

#### ARRI Alexa IMAX càmera digital
El 2015, IMAX va anunciar una càmera digital 2D que es va desenvolupar al costat d'Arri, la càmera es va basar en la tecnologia Arri Alexa 65 de l'última companyia. La primera producció que va utilitzar la càmera va ser Captain America: Civil War. Els germans Russo han afirmat que només van utilitzar l'Arri Alexa IMAX a Avengers: Infinity War (2018) i Avengers: Endgame (2019).
Per a Transformers: The Last Knight, dues càmeres ARRI Alexa IMAX es van combinar en un equip per proporcionar 3D nadiu, amb la pel·lícula que conté el 98% del metratge IMAX.

#### Blackmagic URSA Mini Pro 12K
El 2020, Blackmagic Design va anunciar una càmera 12K que pot ser utilitzada per gravar en gran format d'IMAX.

#### Càmeres IMAX certificades
El setembre del 2020, IMAX va llançar el programa Filmed in IMAX, que certifica càmeres digitals d'alta qualitat que es poden utilitzar per crear pel·lícules en format IMAX. A mesura que s'ampliï l'abast de les càmeres certificades, serà més fàcil per als cineastes crear pel·lícules per satisfer les necessitats de projecció del cinema de pantalla gegant IMAX. Cap de les càmeres certificades de la taula de sota encara fa 12K. La Blackmagic URSA Mini Pro 12K no es troba a la taula de sota perquè encara no està certificada.

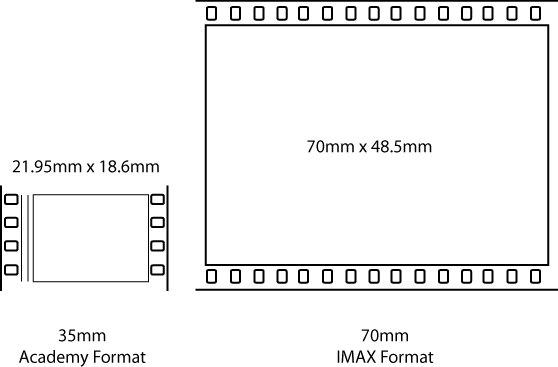
Comparació entre els negatius de 35 i 70 mm

| Càmeres IMAX certificades              |
| -------------------------------------- |
| Arri Alexa LF (4.5k càmera)            |
| Arri Alexa Mini LF (4.5k càmera)       |
| Panavision Millennium DXL2 (8K càmera) |
| Red Ranger Monstro (8K càmera)         |
| Red V-Raptor (8K càmera)               |
| Sony CineAlta Venice (6K càmera)       |
| Arri Alexa 65 IMAX (6.5K càmera)       |

### Pel·lícula
IMAX ofereix el format de pel·lícula més gran en la història del cine. El negatiu de 70 mm i 15 perforacions és 10 vegades més gran que el clàssic 35mm. Un rotllo de pel·lícula de 45 minuts pesa 140 kg i té una longitud de 4680 metres. Com es reprodueix en horitzontal té les perforacions a dalt i a baix.

### Pantalla
Una pantalla estàndard d'IMAX té una mida de 23x30 metres des de 2004, i per al format de multisala establert en 2009, de 8,5x18 metres.

### Projector
Els projectors utilitzats per IMAX® són dels més avançats que existeixen. Utilitzen una tecnologia anomenada rodatge en anell rolling loop. Es projecten 24 fotogrames per segon. Així, una hora de filmació requereix més de 6 km de pel·lícula fotogràfica:
{\displaystyle {\frac {24fotogrames}{segon}}*{\frac {3.600segons}{1hora}}*{\frac {70mm}{fotograma}}=6.048.000mm=6.048m}

#### Projecció digital IMAX
El sistema de projecció de cinema digital d'IMAX va aparèixer el 2008. Amb una relació d'aspecte de 1.89:1 i una resolució més petita consistent en dos projectors de 2K (per a la projecció en 2D i 3D), la instal·lació del sistema era més barata que la del format convencional amb pel·lícula. En 2D, es superposen dues imatges en 2K amb una compensació de mig píxel i, a través d'un sistema de superresolució, es crea una resolució percebuda de 2,9K. En 3D, en canvi, es projecten dues imatges a través dels dos projectors, una corresponent a cada ull, per crear l'efecte tridimensional.

#### IMAX amb projecció làser
Aquest sistema de projecció de 4K es va començar a probar l'abril de 2012, basant-se amb una patent de Kodak. Com amb la projecció digital, es fan servir dos projectors però manté la mateixa relació d'aspecte de l'IMAX tradicional, de 1.43:1, i permet projectar-se en una pantalla més gran de 36 metres d'amplada o més. L'IMAX amb projecció làser també és capaç de projectar video a 60 imatges per segon i té un 60% més de brillantor que l'estil tradicional de projecció, creant un contrast més gran que el de l'IMAX amb pel·lícula de 70mm.
El sistema dual de 4K es va començar a implantar el desembre de 2014 amb el nom d'IMAX with Laser. La primera sala en adoptar-lo fou l'Scotiabank Theater de Toronto.

### So
Per aconseguir un aprofitament major de l'àrea de la cinta, aquesta no inclou l'àudio incorporat, sinó que el so és emmagatzemat en una cinta magnètica de 35 mm i 6 canals sincronitzada amb l'àudio. Els canals són els següents:
1.Posterior esquerra
2.Frontal esquerra
3.Central
4.Frontal dret
5.Posterior dret
6.Efectes

### Altaveus
Hi ha un altaveu de 3 vies per a cada canal, és a dir, no hi ha mescla d'àudio. Aquests estan posicionats de la següent forma:
1. Paret posterior, a l'esquerra
2. Darrere la pantalla, cap a l'esquerra
3. Darrere la pantalla, centrat i alineat amb els frontals (2 i 4)
4. Darrere la pantalla, cap a la dreta
5. Paret posterior, a la dreta
6. Darrere la pantalla, centrat i per sobre del veu en off (3)

## Variants

### IMAX 3D
La pel·lícula és projectada en 3D. Per tal de crear sensació de profunditat, s'utilitzen dues lents de gravació separades per una distància d'aproximadament 64 mm (la separació mitjana entre els ulls humans). Les imatges de cada lent són gravades, també, en rotllos de pel·lícula diferents. Més tard, els dos rotllos són projectats a la pantalla superposant l'un a l'altre, utilitzant un mètode en què cada ull rep únicament les imatges que li corresponen. D'aquesta manera, l'espectador veu una imatge 3D en una pantalla 2D. Un dels sistemes per enviar la informació visual correcta a l'ull que li correspon és utilitzant filtres polaritzats. El públic porta unes ulleres polaritzades i que s'ajusten amb els filtres dels projector, de manera que el filtre d'un ull bloqueja la llum que ha d'entra únicament a l'altre ull i viceversa. La càmera és de grans dimensions i pesa al voltant dels 110 kg i el carret és de 3 minuts, per recarregar-la se'n triguen 20. El primer film gravat en color i en IMAX-3D va ser el docu-curt Transitions (1986), dirigit per Colin Low i Tony Lanzelo, que va ser presentat a la Expo 86 a Vancouver. Altres pel·lícules que han estat produïdes en 3D digital per als cinemes convencionals, també s'han presentat en IMAX-3D, com per exemple Avatar, Gravity i The Amazing Spider-Man.

#### IMAX 3D A 48fps
Peter Jackson va ser el primer en rodar i estrenar una pel·lícula, o més ben dit una trilogia ﬁlmada en 48 fps, un format que ﬁns llavors no havia estat comercialitzat. El 1999 Dean Goodhill va crear el Maxivision 48 que utilitzava pel·lícules de 35mm projectades a 48 imatges per segon, però mai va tenir èxit.
L'extraordinari director i creador del món de Tolkien a la pantalla gran no creia que el 3D pogués ser gravat i projectat a 24 fps, ja que el nostre cervell ha de fer massa esforços per visualitzar el ﬁlm de manera òptima. Per això, va decidir atrevir-se a utilitzar el format de 48 fps.
Durant una conferència de premsa la setmana abans d’estrenar El Hobbit: Un viatge inesperat va dir:
«Estic fascinat per les reaccions. Començo a veure que a ningú més petit de 20 anys aproximadament li importa de veritat, tan sols pensen que és guai i no ho entenen. Només solen dir que el 3D mola. Jo penso que el 3D a 24 imatges és interessant, però realment és el de 48 imatges el que fa que el 3D aconsegueixi gairebé tot el potencial que pot aconseguir, perquè cansa menys la vista i tens una imatge més deﬁnida, la qual cosa crea quelcom que s'acosta més al que seria un món tridimensional.
Va decidir prendre una decisió bastant arriscada, ja que cap cinema disposava de la tecnologia necessària per a reproduir el seu futur ﬁlm i tampoc sabien com reaccionaria el públic.
Vam decidir llançar-nos. Warner Bros ens mostrava suport. Tan sols volien saber si la versió de 24 imatges es veuria absolutament normal i, de fet, és així. Quan van estar contents amb això, van estar MOLT contents. El primer dia de fotograﬁa vam haver de prémer el botó i dir 48 imatges. El primer dia que rodàvem El Hobbit a 48 imatges, no hi havia ni un sol cinema al món que pogués projectar la pel·lícula en aquest format. Va ser com un acte de fe».
Tot i això, ell n’estava convençut que els 48fps superen els 24 i que són els adequats per al 3D, ja que no requereix esforços i no produeix el mal de cap o els marejos que tots hem patit algun cop veient 3D al cinema.
«Amb el 3D l’ull esquerre i l’ull dret, els teus dos ulls, estan veient imatges diferents perquè dos càmeres estan ﬁlmant imatges diferents, estàs anul·lant l'efecte estroboscòpic, la borrositat i tots els artefactes del 24fps. El teu cervell està intentant encaixar totes aquestes coses juntes, i tots els altres artefactes en la captura, com quan estàs fent un pla seqüència i hi ha coses que es mouen i molesten, el teu cervell s'està tornant boig per ajuntar aquestes dues imatges. El 48 redueix tots aquests artefactes, i així sí que crea una experiència més lleugera i ﬂuïda».
Jackson és un futurista que aposta per aquest nou sistema, però no espera que l’audiència l’accepti a la primera. Sap que acostumar-se als canvis requereix el seu temps.
El director James Cameron també optarà per presentar les seqüeles d'Avatar a 48 imatges per segon.

### IMAX realitat virtual[29]
El 2016 va ser l'any en què la realitat virtual va arribar al públic, de la mà de les Oculus Rift. Aquestes, formen part de la realitat virtual de gama alta. No obstant, encara hi ha una categoria més, que supera els productes que hi ha actualment al mercat. És una tecnologia que no està destinada a ser comercialitzada per l'alt cost que té i la necessitat de tenir un PC molt específic. Rep el nom de realitat virtual high-end. En aquesta tecnologia és on IMAX ha trobat l'opció de fer negoci. IMAX està aliat amb StarVR, responsables de fabricar el primer casc VR high-end. Aquesta empresa ha creat un casc gran angular, que permet tenir una visió de 220 graus horitzontal i 130 graus vertical, amb dues pantalles de 5,5 polzades i una resolució de 5.120 x.1.440 píxels, el que s'ha anomenat realitat virtual 5k. IMAX ha firmat un acord de col·laboració amb StarVR perquè siguin els proveïdors dels cascs de realitat virtual en un projecte de centres de realitat virtual, en el qual s'estan afegint empreses encarregades dels ordinadors com: Acer o Starbreeze AB.
El principal objectiu és proporcionar contingut exclusiu (de videojocs i pel·lícules). Gran part d'aquest contingut estaria gravat amb les càmares JUMP d'IMAX amb col·laboració amb Google. No obstant, el 2018, Google i IMAX estan deixant de banda els seus projectes conjunts perquè creuen que el projecte era massa ambiciós.
El primer centre de realitat virtual es va obrir el 2016 a Manchester, també es volien obrir centres a la Xina, Japó, Europa Occidental i Orient PròximIMAX va obrir 7 centres d'IMAX VR, però no va tenir l'èxit esperat i han hagut de trencar-ne dos. Els cinc restants, van funcionant però tenen un futur incert.
IMAX va obrir un cinema de realitat virutal a Los Angeles. Tenia 14 espais virtuals en els quals es podien veure clips d'entre 10 i 15 minuts de pel·lícules com Star Wars, John Wick o The Walk. El cost era d'entre 7$ i 10$ per pel·lícula.

### IMAX DMR
L'IMAX DMR és una tècnica propietat d'IMAX que consisteix en re masteritzar les pel·lícules clàssiques de 35 mm, això suposa fer una ampliació fotograma per fotograma, digitalitzar-los, i un plegat de tècniques de re masterització: afinació de nitidesa, correcció del color, eliminació d'inestabilitats, etc 

### OMNIMAX / IMAX Dome

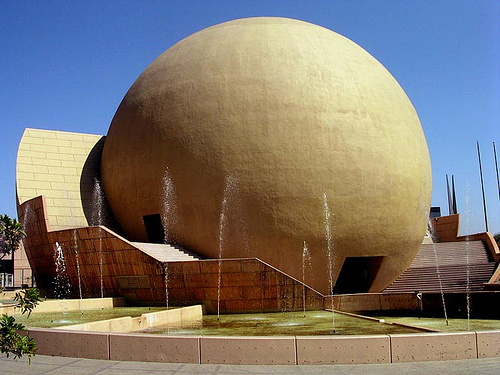
Exterior de la cúpula IMAX a Tijuana, Baixa Califòrnia, Mèxic

A finals de 1960 el Saló de la Ciència de Sant Diego (ara conegut com el Centre de Ciències Reuben H. Fleet) va començar a buscarà Amèrica del Nord un sistema de cinema en gran format per projectar a la cúpula de 23,16m de les seves instal·lacions. El projector IMAX estàndard era inadequat per al seu ús dins d'una cúpula, ja que tenia un alt mòdul de llum de 3,65m a la part superior. La Corporació IMAX va redissenyar el seu sistema i va adherir un elevador per aixecar el projector al centre de la cúpula de la cabina de projecció. Spectra Physics va dissenyar un portalàmpades adequat que es col·locava de tal manera que la bombeta quedava darrere de la lent.
El 1970, Ernst Leitz Canadà va guanyar un contracte per desenvolupar i fabricar un sistema de projecció amb una lent ull de peix optimitzada per a projectar una imatge sobre una cúpula en lloc d'una pantalla plana.

El disseny de marcs de la pel·lícula IMAX Dome

El sistema de cúpules, que el Saló de Sant Diego de la ciència anomenà OMNIMAX, utilitzava pel·lícules preses amb una càmera equipada amb una lent d'ull de peix que captava  180 ° de camp de visió sobre  una pel·lícula IMAX de 65mm. La lent s'alineava per sota del centre del bastidor i la major part de la meitat inferior del camp circular queia més enllà de la vora de la pel·lícula. La part del camp que queia per sota de la vora de la cúpula estava emmascarat. Pel que fa al rodatge, la càmera estava dirigida cap amunt en un angle que coincidia amb la inclinació de la cúpula. Quan es projectava a través d'una lent ull de peix a una cúpula, la vista panoràmica original es tornava a crear. OMNIMAX envoltava horitzontalment 180 °- 100 ° sobre l'horitzó i 22 ° per sota de l'horitzó per a un espectador que se situava al centre de la cúpula.

IMAX ha canviat recentment el nom del sistema OMNIMAX per IMAX Dome. No obstant això, algunes sales segueixen anomenant-lo OMNIMAX. Avui dia, aquestes sales OMNIMAX/IMAX Dome es troben en parcs temàtics i museus d'Amèrica del Nord, en particular, aquells amb un enfocament científic, on els aspectes tècnics del sistema es poden destacar com a part de l'atracció. La pantalla pot ser un element permanent o pot baixar i pujar, segons sigui necessari, com per exemple en el Museu Canadenc d’història o a l’antic IMAX de Barcelona, on es projecta també en una pantalla IMAX estàndard.  Arxivat 2013-08-25 a Wayback Machine. Arxivat 2016-11-08 a Wayback Machine.

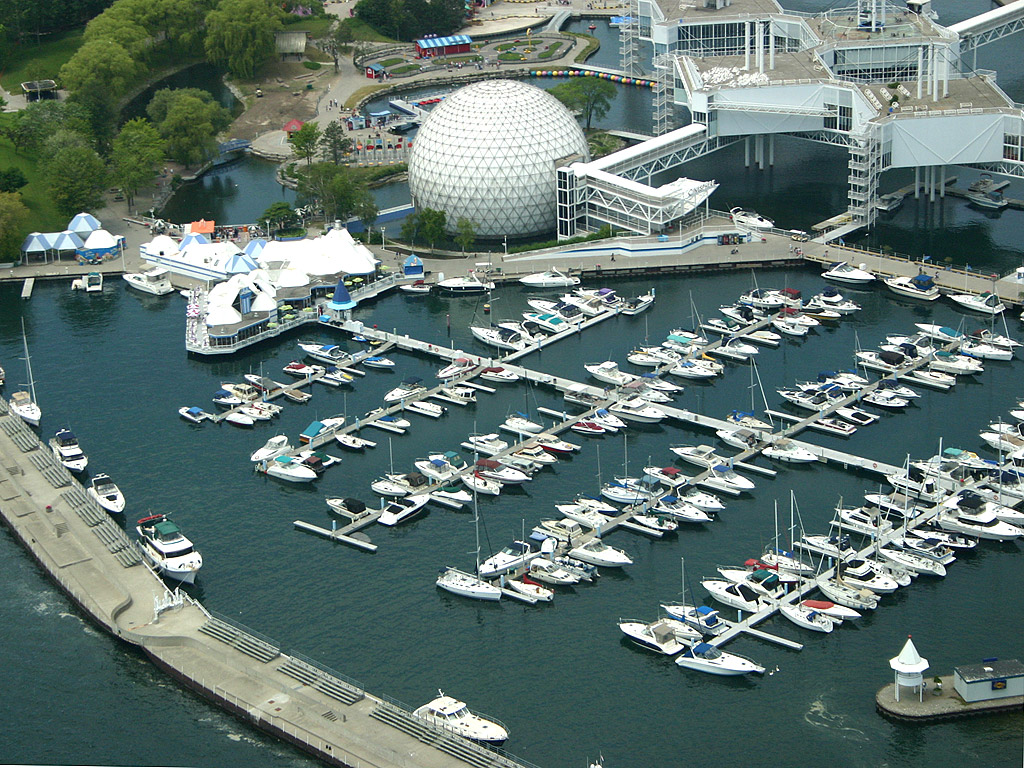
Cinesphere, el primer cine IMAX permanent, a l'Ontario Place, Toronto, Ontario, Canadà
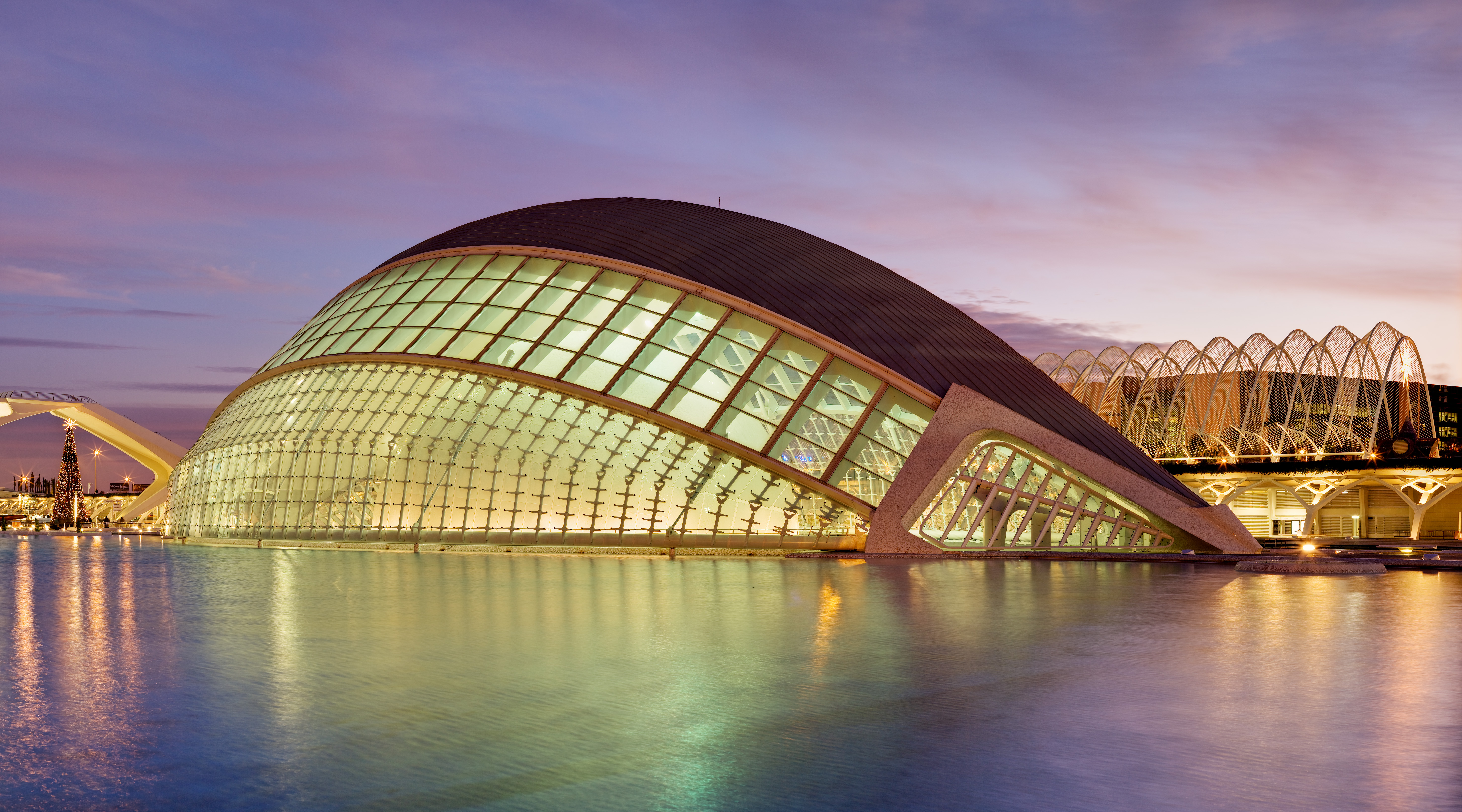
L'Hemisferic (Ciutat de les Arts i les Ciències) València, Espanya
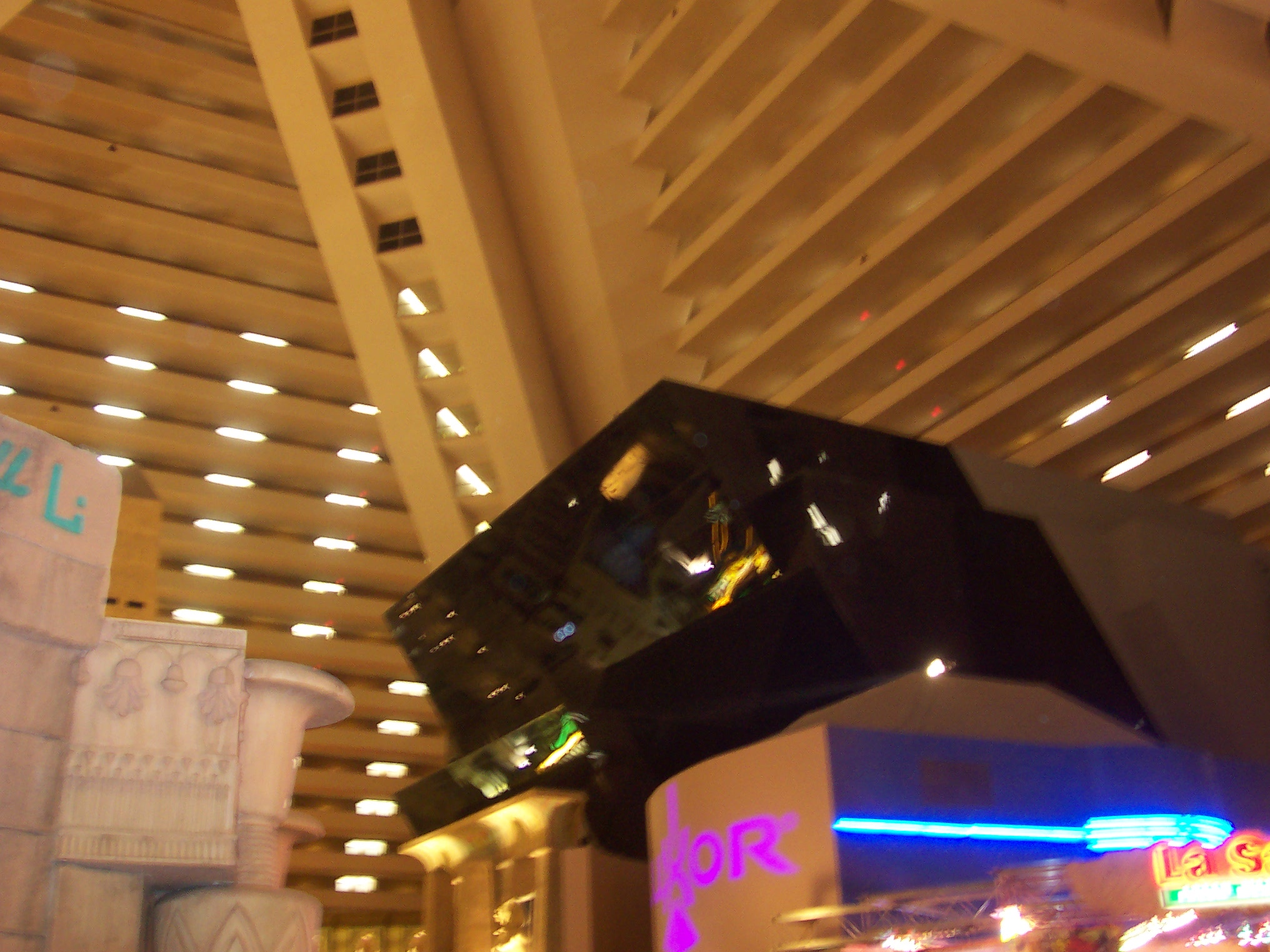
L'estructura negra de la foto és el cine IMAX del Luxor Hotel
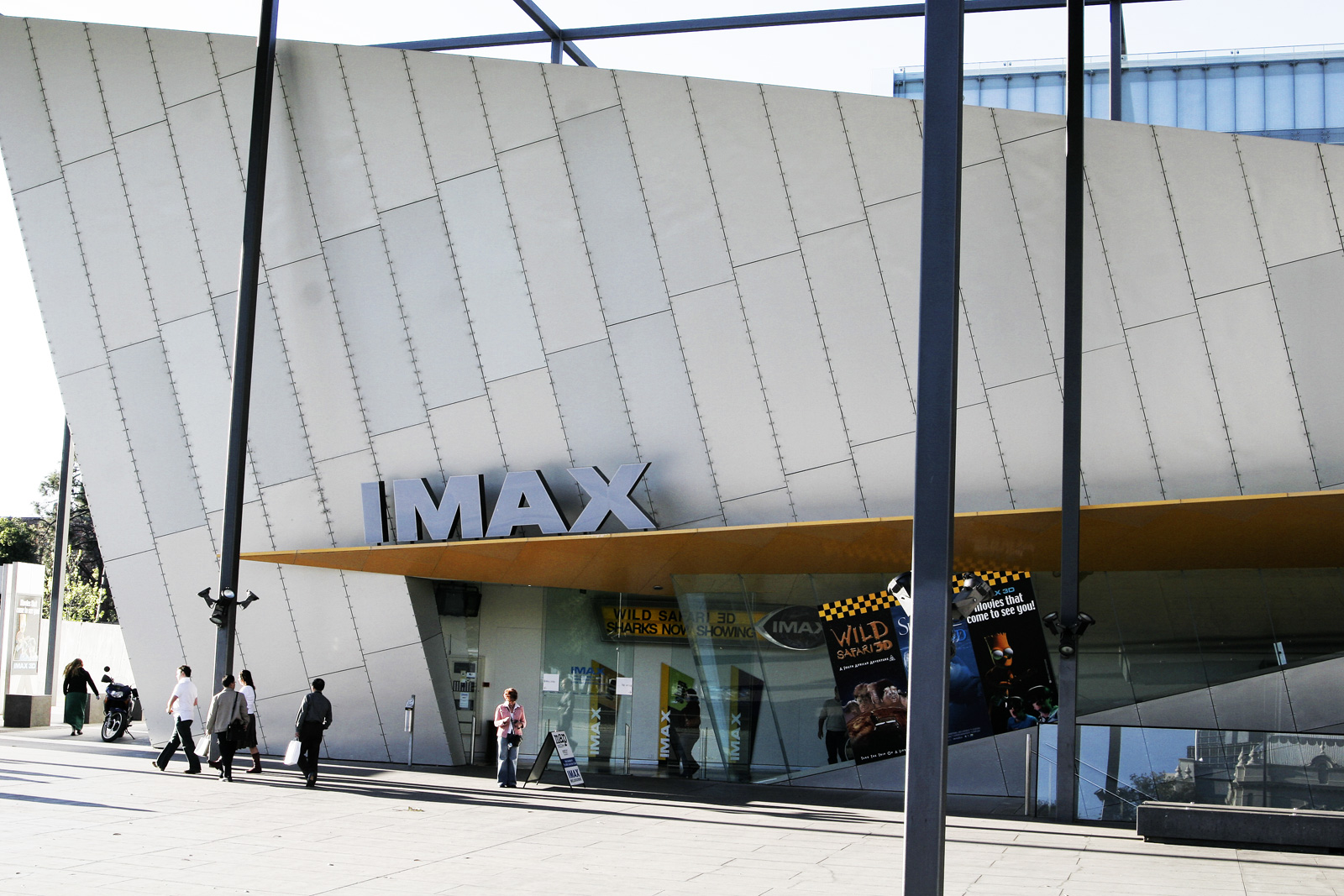
El cinema IMAX a Melbourne, Austràlia
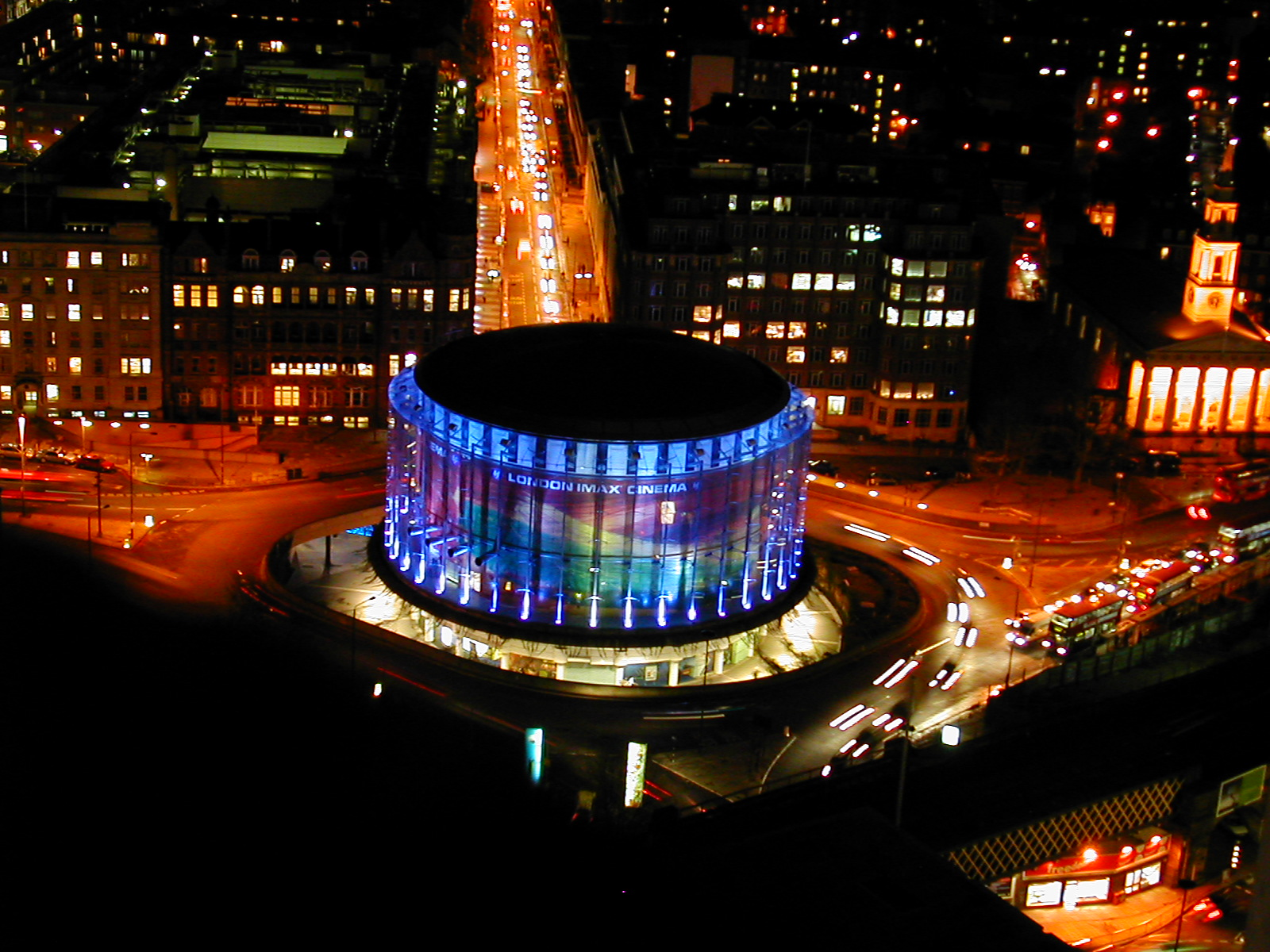
IMAX a Londres

### Showscan
Un altre variant del sistema de projecció és el Showscan, inventat per Douglas Trumbull, autor dels efectes especials de “2001, una Odisea en l'espai”. La seva peculiaritat és enregistrar i projectar un nombre d’imatges per segon molt més alt de l’habitual. Les imatges s'enregistren a 1/125 de segon i son projectades a 60 imatges reals per segon. Així doncs, està gairebé en el llindar que pot percebre el sistema visual humà. Cal dir que, aquest sistema augmenta extraordinàriament la definició i la nitidesa de la pel·lícula mentre que, alhora disminueix el centelleig. Això és clarament visible especialment en panoràmiques ràpides laterals o en general, en qualsevol mena d’acció en canvi ràpid. La raó és fàcilment comprensible si pensem en una mateixa acció d’un segon descomposta en 24 o en 60 fotografies. Molts detalls que es perden entre imatge i imatge en el sistema tradicional són recollits en el Showscan, que enregistra 2 imatges i mitja per cada una de l’altre. Per augmentar encara més la nitidesa, lluminositat i rendiment de colors, el Showscan funciona amb pel·lícula de 70mm amb cinc perforacions que desfila verticalment. El fotograma no és doncs de les enormes dimensions com l'Imax convencional, ja que seria molt difícil d'arrossegar unes bobines tan pesants molt ràpid i per altra banda, la duració de les pel·lícules quedaria molt limitada.

### Cinema cilíndric
En parcs d'atraccions o temàtics també hi ha altres variants de sistemes cinematogràfics, com el cinema cilíndric. En el qual un nombre com per exemple, nou projectors de 35mm sincronitzats i situats en els vèrtexs d’un polígon de nou costats projecten imatges sobre nou pantalles, per a un públic que contempla dret una acció per la qual està envoltat per tot arreu. La idea aplicada al cinema és de Grimoin-Sanson amb el seu Cineorama de 1900, però és evident que un clar antecedent d’aquesta idea és ja el mateix Panorama de Robert Barker.

## Pel·lícules

### Entreteniment
Als Estats Units, IMAX s'ha utilitzat principalment per a aplicacions especialitzades. La despesa i els problemes logístics de la producció i presentació de pel·lícules IMAX han suposat que durin aproximadament uns 40 minuts menys que les pel·lícules convencionals. La majoria són documentals creats per a institucions com museus i centres científics. Les càmeres IMAX s'han utilitzat orbitant la Terra, pujant al Mont Everest, explorant el fons de l'oceà Atlàntic i visitant l'Antàrtida. Una pel·lícula sobre els Mars Exploration Rovers, titulada Roving Mars (2006), utilitzava dades exclusives extretes dels rovers.
Un dels primers intents per presentar l'entreteniment en format IMAX va ser The Rolling Stones: Live at the Max (1991), una recopilació de 85 minuts de material rodat amb IMAX durant la gira de Steel Wheels (1990), de la formació de rock, editada per donar la impressió d'un concert únic. A la dècada de 1990, es van crear més curtmetratges d'entreteniment, on destaquen T-Rex: Back to the Cretaceous (1998) i Haunted Castle (2001), ambdós en 3D. El 1995, el director francès Jean-Jacques Annaud va dirigir Wings of Courage, la primera pel·lícula dramàtica d'IMAX. El 1998 i el 1999, More i The Old Man and the Sea es van convertir en els primers curtmetratges produïts amb el format IMAX que van obtenir nominacions als premis de l'Acadèmia, i Old Man and the Sea es va convertir en l'única pel·lícula IMAX en guanyar un Oscar. El 2000 Walt Disney Pictures va produir Fantasia 2000, el primer llargmetratge animat, inicialment llançat exclusivament en el format IMAX.

### Ús a les produccions de Hollywood
Abans d'acabar la dècada dels 90, es considerava que les produccions cinematogràfiques eren impossibles de reproduir a les sales IMAX d'aquell moment, ja que hi havia una limitació tècnica amb la mida del rodet de la pel·lícula, on les pel·lícules havien de tenir una durada aproximada de dues hores. Originalment, IMAX i Pixar van considerar estrenar Toy Story en IMAX 3D, però els resultats de les proves van demostrar que la resolució de renderització no podia coincidir amb la mida de la imatge IMAX. DreamWorks, a principis del 2000, volia reeditar Shrek en IMAX 3D, però també es va cancel·lar a causa dels canvis creatius a l'estudi. Aquests intents fallits de reedicions van inspirar IMAX a experimentar i millorar la seva capacitat de presentar animació per ordinador als seus teatres. El resultat va ser la seva recopilació CyberWorld, que contenia noves animacions originals i versions de proves animades per ordinador, i vídeos musicals presentats per IMAX. Cyberworld fins i tot va presentar versions 3D en format obert de la seqüència del bar d'Antz i del segment Homer3de Els Simpson; ambdues es van animar a Pacific Data Images.
Walt Disney Pictures es va convertir en el primer estudi a estrenar pel·lícules teatrals en el format IMAX. Estrenada el dia de Cap d'Any del 2000, Fantasia 2000 va ser el debut IMAX de l'estudi i el primer llargmetratge presentat en cinemes IMAX. Originalment, es va planificar com a estrena en sales estàndard, però, acordant amb la companyia per estrenar la pel·lícula, el sistema de so IMAX va incorporar un sistema estèreo multicanal i multicapa per a la banda sonora orquestrada, similar al sistema Fantasound que Walt Disney havia volgut per a la pel·lícula original de 1940. La companyia va acceptar els termes i les condicions de Disney per obtenir les primeres projeccions exclusives de la pel·lícula. Aquests van incloure un compromís limitat de quatre mesos (de l’1 de gener al 30 d’abril) i el 50% de les vendes en taquilla. No tots els cinemes IMAX estaven preparats per acceptar els termes de Disney per presentar la pel·lícula; tanmateix, després del·llançament d'IMAX, es van fer projeccions estàndard de 35mm al juny als cinemes habituals.
Tot i que Fantasia 2000 va tenir poc recorregut en termes financers, els elogis que va rebre de la crítica pel seu ús del format IMAX van convèncer a Disney de posar en marxa més projeccions en aquest format de pantalla gegant. El 2002, IMAX va projectar noves edicions de La Bella i la Bèstia i The Lion King en cinemes selectes durant les temporades d'hivern i de Nadal d'aquell any. A partir dels fitxers de producció originals de CAPS, es van crear nous màsters digitals i es van netejar algunes escenes d'animació selectes per fer ús de l’alta resolució dels negatius de la pel·lícula IMAX. Treasure Planet també es va estrenar en diferents cinemes IMAX i va ser la primera pel·lícula estrenada en cinemes estàndard i IMAX simultàniament. Tot i això, totes aquestes estrenes no van guanyar prou diners a les taquilles i Disney va cancel·lar les projeccions posteriors a la pantalla gran, inclosa la d’Aladdin.
Amb la presentació del procés DMR (vegeu més avall), Warner Bros. Pictures va adoptar el format a partir del 2003 amb les dues seqüeles de Matrix, Reloaded i Revolutions. Des de The Prisoner of Azkaban el 2004, Warner Bros. va començar a projectar la franquícia de pel·lícules de Harry Potter en IMAX amb un fort èxit financer. També el 2004, l'estudi va estrenar la pel·lícula motion capture de Robert Zemeckis, The Polar Express, en IMAX 3D. Polar Express es va convertir en la pel·lícula amb més èxit estrenada als cinemes IMAX, produint almenys una quarta part del total brut de la pel·lícula de 302 milions de dòlars en menys de 100 pantalles IMAX. L'èxit per a Warner Bros. i IMAX va continuar amb pel·lícules com I Am Legend, Happy Feet, Batman Begins i The Dark Knight. Progressivament, altres estudis es van interessar a estrenar pel·lícules en IMAX mitjançant el procés DMR i van obtenir èxit a través d’aquest. El maig de 2009, Star Trek de J. J. Abrams es va estrenar en pantalles IMAX durant les dues setmanes inicials de la seva estrena, i va obrir fins a 8,3 milions de dòlars. Els primers caps de setmana de les estrenes en IMAX de The Avengers i Harry Potter and the Deathly Hallows Part 2 van acumular 15 milions de dòlars.
Tot i que no es van filmar amb càmeres IMAX, Skyfall i The Amazing Spider-Man es van optimitzar per a pantalles digitals IMAX quan van ser estrenades. Les dues pel·lícules es van rodar en càmeres d’alta resolució i la proporció negativa digital era igual a la del fotograma IMAX Digital. Skyfall va augmentar la informació visual de tota la pel·lícula mentre que Amazing Spider-Man va optimitzar la batalla final amb El Lagarto. Quan Titanic de James Cameron es va restaurar i es va tornar a estrenar als cinemes, també hi va haver una versió especial per a IMAX. El 2010, després d'anys d'èxits de projeccions IMAX DMR, Warner Bros va signar un acord per estrenar uns 20 llargmetratges IMAX fins a 2013, inclosos documentals educatius que estaven en fase de producció.
El maig de 2015, Marvel Studios va anunciar que les seves properes dues pel·lícules d’Avengers - Avengers: Infinity War (2018) i Avengers: Endgame (2019) - es filmarien íntegrament amb IMAX. Serien els primers llargmetratges de Hollywood que ho fessin, utilitzant una versió modificada de la càmera digital Alexa 65 d'Arri. La càmera es va utilitzar primer per filmar seqüències selectes en una altra producció de Marvel el 2016, Captain America: Civil War.

### DMR (Remasterització digital)
El procés DMR (Digital Media Remastering), propi d’IMAX, converteix les pel·lícules convencionals a format IMAX. Aquesta tecnologia digital especialitzada va permetre als cinemes IMAX mostrar pel·lícules rodades en 35 mm per a sales convencionals. El 2002, Star Wars: Episodi II - L'atac dels clons i una reedició en format IMAX de la pel·lícula de 1995, Apol·lo 13, van ser les primeres aplicacions oficials del procés DMR. A causa de les limitacions de projecció en aquell moment, els estudis van haver d'editar Apollo 13 i Attack of the Clones per tenir una durada més curta. A mesura que IMAX va millorar el sistema i va ampliar la mida de les plaques, les versions DMR posteriors ja no tenien aquesta limitació; Els discs actuals proporcionen una durada de fins a 175 minuts. Els crítics generalment han elogiat els resultats del procés DMR, que són visualment i auditivament superiors a les mateixes pel·lícules projectades en 35 mm. Però alguns cineastes, com el productor Frank Marshall, assenyalen que les millores del DMR no són comparables a les pel·lícules creades directament en el format IMAX de 70 mm, i que els directors Ron Howard i George Lucas esperaven millor. Assenyalen que la decaiguda de Cinerama va coincidir aproximadament amb la seva substitució per una versió més senzilla, més barata, tècnicament inferior, i que troben alarmant el DMR. IMAX originalment es reservava la frase l'experiència IMAX per a produccions reals de 70 mm, però ara també la pot utilitzar en produccions DMR.
Després de The Lion King el 2003, cap estudi de Hollywood es va dedicar a reeditar i restaurar pel·lícules clàssiques a través del procés IMAX DMR fins al 2012, tot i que la conversió de nous llançaments continuava creixent en nombre. Titanic de James Cameron es va sotmetre a conversió 3D i DMR a 3D el 2012, així com Men in Black 3. L’agost de 2012, IMAX i Paramount Pictures van anunciar una reestrena exclusiva d’una setmana de Raiders of the Lost Ark, el 7 de setembre de 2012, per promoure el·llançament de la col·lecció Blu-Ray. La pel·lícula, abans de sotmetre’s al procés DMR, ja estava restaurada en un intermediari digital de 4K amb un so surround 7.1 del negatiu original. El procés pels cinemes IMAX, igual que amb la restauració completa, va ser supervisat per Steven Spielberg i el dissenyador de so Ben Burtt. No sabia si la impressió de 1981 seria capaç de transferir-se en un IMAX complet, així que esperava una mena de representació grana, fangosa i excessivament ampliada de la pel·lícula que vaig fer anys enrere, va dir Spielberg. Em va sorprendre molt que semblava millor que la pel·lícula que havia fet anys enrere.

### Llargmetratges

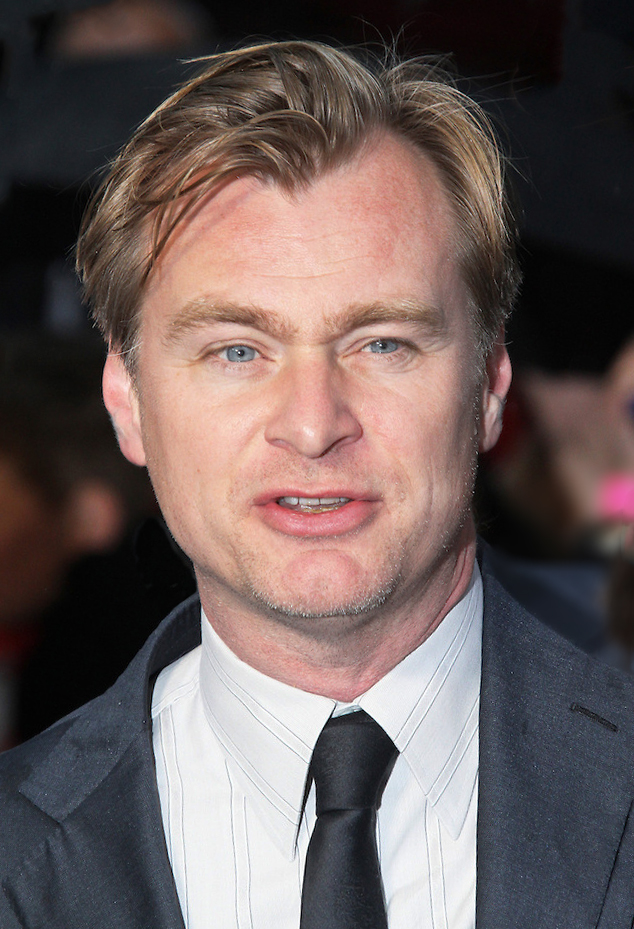
Christopher Nolan ha estat un defensor del format de pel·lícula IMAX de 70 mm i ha col·laborat amb la companyia des de mitjan anys 2000.

Moltes produccions recents han utilitzat càmeres IMAX per a escenes específiques, però, abans del 2018, no s'havia rodat cap llargmetratge completament utilitzant càmeres IMAX a causa de les nombroses dificultats presentades amb el format: les càmeres eren molt més grans i pesades que les càmeres estàndard i el soroll que feien dificultava la gravació del diàleg. Les càmeres de 70 mm tenen càrregues de curtmetratge que van des dels 30 segons fins als dos minuts i el cost de la pel·lícula era molt superior al film estàndard de 35 mm. Tot i això, aquests problemes s'han minimitzat gràcies a la càmera digital Arri Alexa IMAX, amb dues pel·lícules que s'han rodat completament amb aquesta càmera.
The Dark Knight compta amb sis seqüències (un total de 28 minuts) gravades utilitzant IMAX. Segons les notes de premsa de la pel·lícula, aquesta va ser la primera vegada que un llargmetratge important ha estat rodat parcialment amb càmeres IMAX. Fins i tot abans que The Dark Knight, Nolan volia rodar una pel·lícula en format IMAX, i també ho va utilitzar per a escenes tranquil·les que serien pictòricament interessants. Nolan va dir que desitjava que es pogués rodar tota la pel·lícula en IMAX: si poguessis portar una càmera IMAX a l’Everest o a l'espai exterior, la podries utilitzar en un llargmetratge. Nolan va optar per editar algunes de les seqüències IMAX utilitzant el negatiu de la càmera original per eliminar la pèrdua de generació, mentre que les escenes masteritzades digitalment es van escanejar i imprimir a 8.000 línies de resolució horitzontal (8K). Quan la pel·lícula es va estrenar a 94 cinemes IMAX el 2008, totes les entrades es van esgotar per al cap de setmana d’estrena.
Un any després, el director Michael Bay es va inspirar en l'ús d'IMAX en The Dark Knight per presentar seqüències a la pantalla gran amb Transformers: Revenge of the Fallen. El coguionista de la pel·lícula, Roberto Orci, va suggerir que el metratge IMAX seria 3D, però Bay després va dir que considerant-se un cineasta de la vella escola, trobava que el 3D era artificiós i va afegir que filmar amb IMAX era més fàcil que utilitzar càmeres estereoscòpiques. Al final, la versió IMAX de la pel·lícula va contenir gairebé deu minuts d’escenes filmades amb IMAX de les dues hores i mitja que durava la pel·lícula. Bay després va filmar parcialment la tercera pel·lícula, Transformers: Dark of the Moon, en 3D, però sense IMAX. Bay va tornar a IMAX per a la quarta pel·lícula, Age of Extinction, el 2014. Va ser el primer llargmetratge que es va filmar utilitzant càmeres digitals IMAX 3D. Va tornar a utilitzar càmeres 3D IMAX mentre va rodar la cinquena pel·lícula, Transformers: The Last Knight, on va filmar el 98% de la pel·lícula amb 2 càmeres Alexa/IMAX unides a una muntura especial.
Dos anys després, Missió: Impossible - Ghost Protocol de Brad Bird va tenir 25 minuts de metratge gravat mitjançant càmeres IMAX. Bird creia que l'ús del format IMAX aportaria un nivell de prestigia la presentació de pel·lícules de Hollywood que creu que la indústria ha perdut per la seva èmfasi en la projecció de pel·lícules en múltiplex en lloc dels grans cinemes i en vetar primeres projeccions a favor d’estrenes inicials més àmplies. També va afegir que el format IMAX oferia a l'espectador una major immersió que el 3D digital a causa de la seva imatge més brillant i de major qualitat, que es projecta en una pantalla més gran, sense necessitat d’ulleres especialitzades. Ghost Protocol es va estrenar el 16 de desembre de 2011 a gairebé 500 sales IMAX a tot el món una setmana abans del seu llançament més ampli, on va obtenir el tercer lloc a taquilla i 12 milions de dòlars.
Igual que amb The Dark Knight, Christopher Nolan va decidir filmar seqüències de la seqüela, The Dark Knight Rises, en IMAX de 15/70 mm. Nolan va triar no filmar en 3D i va afirmar que tenia intenció de centrar-se en la millora de la qualitat i l'escala de la imatge mitjançant el format IMAX. En el que llavors va ser un rècord de Hollywood, The Dark Knight Rises va incloure 72 minuts de metratge en IMAX de 70 mm (aproximadament 2,5 vegades més que els 28 minuts de The Dark Knight, no obstant això, aquest rècord va ser superat per una altra pel·lícula de Nolan, Dunkirk, que va comptar amb 79 minuts d’IMAX). A causa del considerable soroll que fan les càmeres IMAX, van utilitzar càmeres estàndard de 65 mm per filmar escenes de diàleg, i van doblar el diàleg en escenes gravades amb càmeres IMAX. El director i president de la Corporació IMAX, Greg Foster, va declarar que IMAX té previst projectar la pel·lícula als seus cinemes durant dos mesos, tot i que només s'ha compromès contractualment a projectar-la durant dues setmanes en alguns cinemes.
Star Trek: Into Darkness de JJ Abrams, The Hunger Games: Catching Fire de Francis Lawrence, Lucy de Luc Besson, i Interstellar de Christopher Nolan són pel·lícules que es van estrenar entre el 2013 i el 2014 i que van tenir seqüències filmades amb Càmeres IMAX de 15/70 mm.
El 9 de juliol de 2014, Bad Robot (companyia de producció de JJ Abrams) va confirmar a través d'una imatge penjada a Twitter que una seqüència de Star Wars: The Force Awakens, de Disney i Lucasfilm, seria capturada amb la càmera de pel·lícula IMAX 15/70, a més de les càmeres de cinema estàndard de 35 mm que Abrams i el seu cinematògraf Dan Mindel van utilitzar per rodar la pel·lícula.
El videoclip musical d'Adele, Hello, llançat el 2015, es va convertir en el primer videoclip que es va filmar parcialment amb càmeres IMAX.
L'abril de 2015, Marvel Studios va anunciar que Captain America: Civil War dels germans Russo seria el primer film a utilitzar la nova càmera digital ARRI Alexa IMAX 2D, que es va utilitzar per rodar aproximadament 15 minuts de la pel·lícula. El maig de 2015, els germans Russo van anunciar que les seves pel·lícules Avengers: Infinity War i Avengers: Endgame, estrenades el 2018 i el 2019, serien els primers llargmetratges rodats íntegrament amb IMAX, tot i que utilitzant càmeres ARRI Alexa IMAX en lloc de pel·lícules 15/70mm.

El videoclip de Rihanna Sledgehammer, publicat el 2016, va ser el segon vídeo musical que va utilitzar la nova càmera ARRI Alexa IMAX.

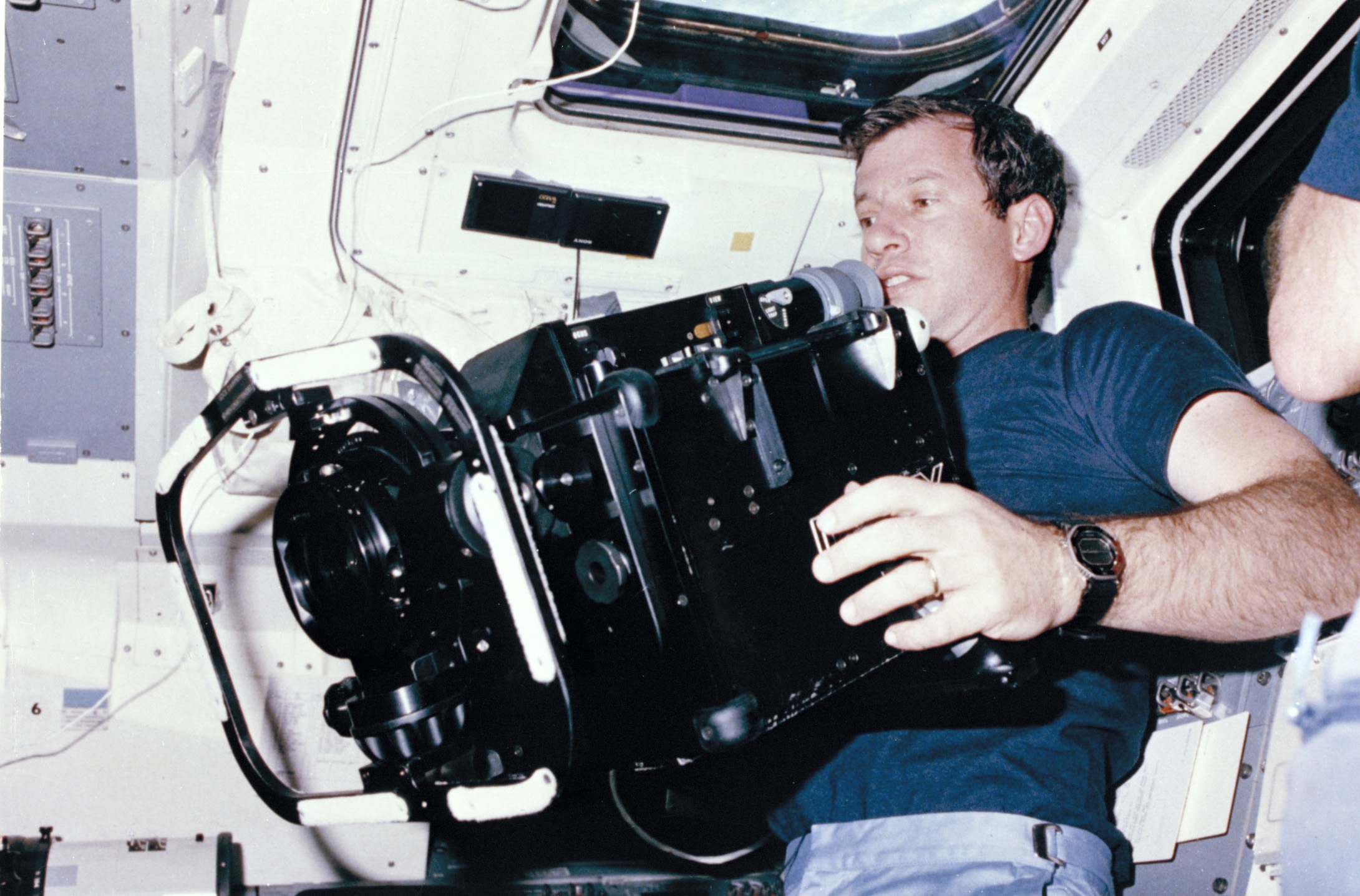
L'especialista en missió STS 41-C, Terry J. Hart, aguanta una càmera IMAX de 30kg a la coberta mitjana del transbordador espacial Challenger el 1984.

Christopher Nolan va tornar a utilitzar càmeres IMAX de 15/70 mm a la seva propera pel·lícula, Dunkirk. Tanmateix, a diferència de les pel·lícules anteriors, on utilitzava les càmeres per a seqüències selectes, Nolan va utilitzar IMAX com a format de rodatge principal, amb un 75% (uns 79 minuts) de la pel·lícula de 106 minuts amb un rodatge en 70mm IMAX (trencant el rècord esmentat anteriorment que va tenir una anterior pel·lícula de Nolan, The Dark Knight Rises). Això va ser possible a causa de l'escassa intensitat del diàleg a la pel·lícula, ja que les càmeres IMAX de 15/70 mm són notòriament sorolloses (es van gravar algunes escenes amb molt de diàleg amb càmeres de cinema estàndard de 70 mm). Les càmeres IMAX també es van utilitzar per primera vegada en mà, ja que Steven Spielberg i Ron Howard van avisar a Nolan que era la millor manera de filmar sobre vaixells. Dunkirk va rebre el·llançament més ampli en IMAX de 70 mm des de la seva última pel·lícula, Interstellar, ja que es va estrenar en aquest format a 37 teatres de tot el món.

### Exploració espacial
Les càmeres IMAX han volat a l'espai en 17 ocasions. Els astronautes de la NASA han utilitzat càmeres IMAX a mà per documentar missions i també s'ha instal·lat una càmera IMAX a la badia de càrrega útil del Shuttle. La missió del transbordador espacial STS-41-C va filmar el desplegament de la LDEF (Instal·lació d’Exposició de Llarga Durada) i la reparació del satèl·lit Solar Max. Aquest metratge es va incloure a la pel·lícula IMAX de 1985, The Dream is Alive. El Kennedy Space Center a Florida disposa de dos sales IMAX 3D. Es mostren pel·lícules espacials, incloses imatges rodades en missions i narrades per celebritats. Dues de les càmeres IMAX utilitzades per la NASA ara es mostren al Museu Nacional de l'Aire i l'Espai de Washington DC.

## IMAX a Espanya
Actualment a Espanya hi ha quatre sales IMAX: dues sales Cinesa a Madrid, Parquesur i Las Rozas Heron City, una sala Cinesa a Mallorca, al Festival Park, i L’Hemisfèric de la Ciutat de les Arts i les Ciències a València.

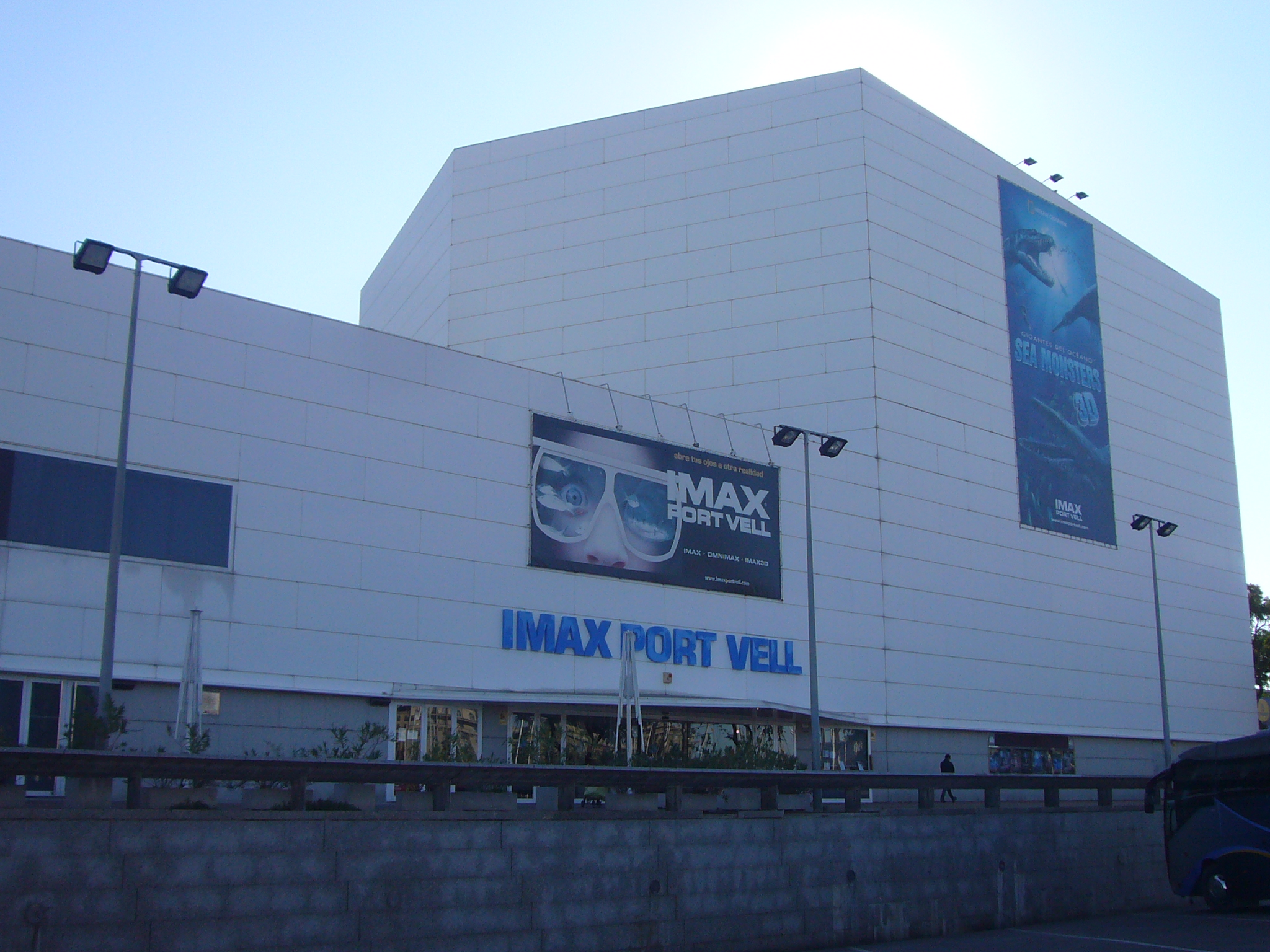
Exterior de l'edifici IMAX de Port Vell, a Barcelona.

El febrer de l’any 1995, després de l’èxit dels Jocs Olímpics de 1992, l’alcalde Pasqual Maragall i el ministre d’Obres Públiques Josep Borrell, van inaugurar a Barcelona els cinemes IMAX Port Vell. Va ser el primer IMAX Integral del món, en un edifici on es combinen dues pantalles gegants i tres sistemes de projecció diferents: IMAX amb pantalla plana de 21 metres d’altura i 600m² de superfície, un OMNIMAX amb una cúpula de 900m² i 30 de diàmetre, on es projectava la pel·lícula a través d’un gran angular que cobria 180° de camp lateral i 125º de camp vertical, i un sistema IMAX 3D que utilitzava unes ulleres polaritzades especials. El so de les sales era digital, oferint 27.000 watts de potència a través de 6 canals quadrifònics, sis altaveus situats rere la pantalla, i amb una equalització controlada per ordinador. La capacitat de les sales variava entre 400 i 440 butaques, 9 d’elles reservades per persones amb mobilitat reduïda, i estaven dissenyades en forma d’amfiteatre en un angle de 45° per facilitar la visualització.
Tanmateix, els cinemes IMAX Port Vell de Barcelona i el de Madrid van tancar a finals de l’any 2014 a causa de la crisi econòmica, del desfasament d’una tecnologia que havia sigut pionera anys abans, i de la baixada en audiència. Aquests motius es van comunicar als seus onze treballadors el 22 de juliol d’aquell mateix any, però des de gener de 2011 l'empresa Teatroimax ja va plantejar un Expedient de Regulació d’Ocupació per reduir el contracte dels empleats i intentar remuntar les vendes. Un altre dels problemes que van portar al tancament d’aquests cinemes era el·limitat nombre de pel·lícules que oferien a la cartellera i que no van invertir en contingut o tecnologies noves.
El novembre de 2018, coincidint amb el 60 aniversari de l'empresa a Espanya, Cinesa va inaugurar una tercera sala IMAX, aquest cop al·local que tenen situat a Las Rozas Heron City, que es va sumar a les que ja tenien al centre Parquesur de Leganés i al Festival Park a Mallorca. Aquesta sala compta amb una pantalla corba que abasta tota la paret i crea “una sensació envoltant que fa que l’usuari formi part de l’acció”, i totes les pel·lícules que s'hi projecten han estat adaptades a la pantalla perquè es vegin de la millor manera possible. A més, la sala és la primera en incorporar butaques reclinables.
El 2 de novembre de 2019, Cinesa va anunciar, a través de les seves xarxes socials, que obririen una nova sala IMAX al centre comercial Diagonal Mar, Barcelona, però sense especificar cap data d’inauguració concreta. Aquesta sala passarà a ser la quarta sala IMAX de Cinesa i la cinquena oberta a Espanya actualment.